# Teodorico IV
Teodorico IV (713 — 737) foi o rei merovíngio dos francos, de 721 até à sua morte em 737.
Filho de Dagoberto III. Com a morte do pai, em 715, foi preso no monastério de Chelles. Com a morte de Quilperico II sem herdeiros, em 721, o prefeito do palácio Carlos Martel tira-o da abadia e o proclama rei dos francos.
Durante seu reinado, seu reino foi controlado pelo prefeito do palácio, Carlos Martel.
Após sua morte, o trono franco permaneceu vago por sete anos, até Carlomano, no evento da disputa com seu irmão Pepino, o Breve, entregar o trono a Quilderico III, o último rei merovíngio, que o sucedeu.

## Pais
♂ Dagoberto III (◊ c. 699 † 715)
♀ Clotilda de Saxe (◊? †?)